# Ботан (река)
Бота́н (Бохтан; тур. Botan Çayı, Botan Suyu; также Uluçay; арм. Ջերմ [Джерм] — «тёплая», перс. Бохтан) — река на юго-востоке Турции, левый приток реки Тигр.
Река течёт по узкому ущелью. Разница высот между долиной реки и окружающими горами достигает одного километра. Отсутствие равнин по течению реки препятствует использованию воды для орошения.
Расход воды с весны по середину лета составляет в среднем 100—300 м³/с, в апреле и июне достигает 400—600 м³/с, а в мае — 700—1000 м³/с, а иногда и больше. В такое время Ботан выглядит даже полноводнее, чем сам Тигр. В то же время в конце лета и осенью расход падает до 60—80 м³/с, а глубина во многих местах не превышает 1 метра.
В верхнем течении называется Шатак, Нордуз, в среднем — Чатак, Мюкюс, в нижнем — Бюхта-Дереси, Бюхтан. В античности носил имена др.-греч. Κεντριτης, Кентритес, Зербис, в Средние века — арм. Джерм, араб. Эз-Зарм (az-Zarm). Благодаря своей полноводности также нередко назывался Восточным Тигром, а часть Тигра выше слияния с Ботаном — Западным Тигром.

## Притоки

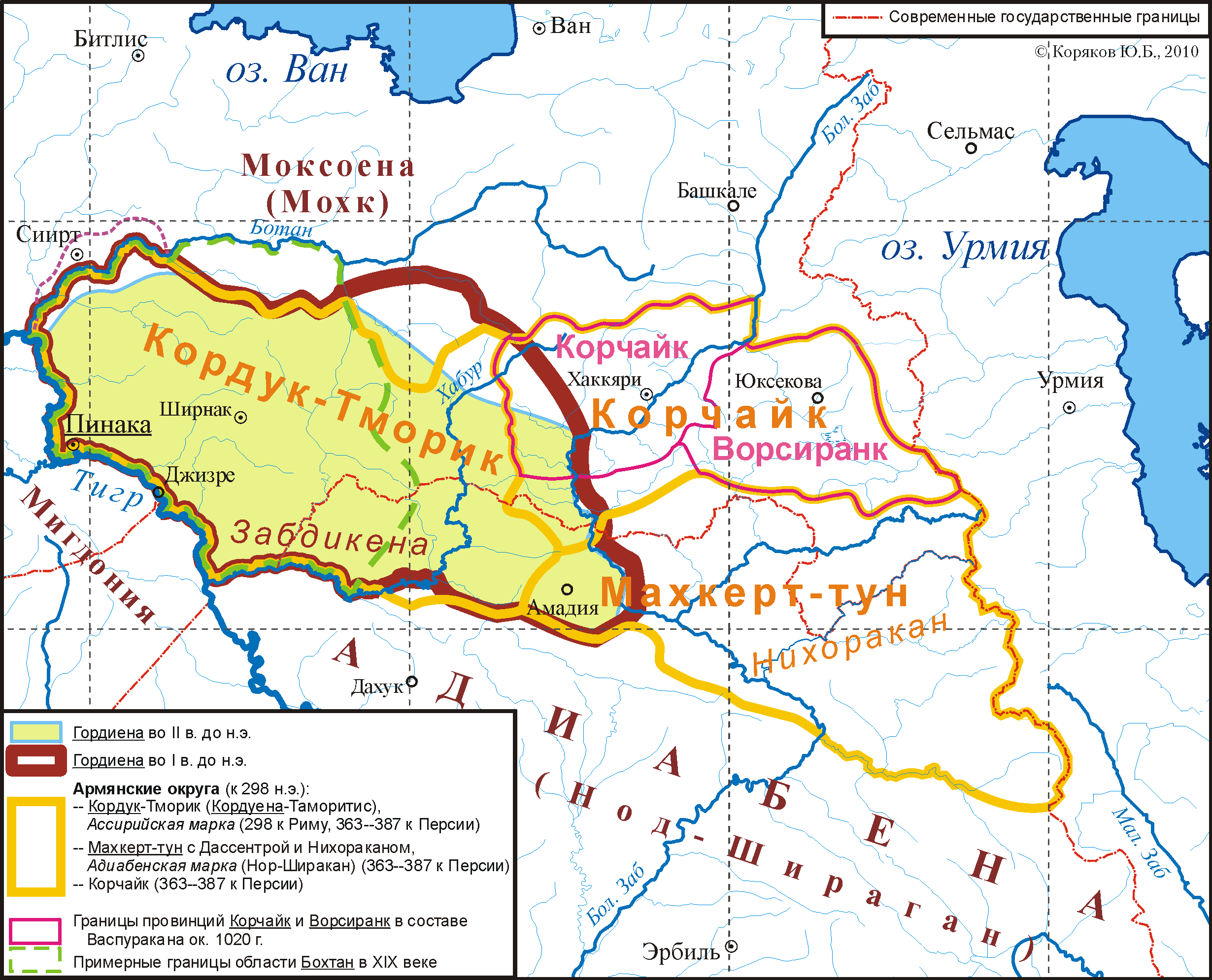
Река Ботан (под надписью (Мохк)

Основные притоки реки (наиболее крупные выделены полужирным):
- Правые (северные) притоки реки: Бешан, Дир, Мюкюс, Намран, Решан (Битлис).
- Левые (южные) притоки реки: Кинериш, Пириделен, Зира, Зириль, Синебер, Серкехниро, Зорава.

## Плотины
В нескольких местах реки проводились исследования на предмет возможного строительства ГЭС. В результате было запланировано строительство семи плотин.
Строительство первой плотины немного ниже Телло (Айдынлар) уже началось. Официально она называется ГЭС Алкумру, местные жители зовут её плотиной Тилло. Её высота будет 110 метров, планируемая мощность 222 мВ. Предаолагаемый объём энергии — 812 ГВ/ч.
Другая планируемая плотина — ГЭС Четин (Çetin) с планируемой мощностью 350 мВ и выработкой 1240 ГВ.

## Ботан в истории
Древнегреческий историк Ксенофонт (ок. 431—355 до н. э.), ученик Сократа, упоминает переход греческой армии через реку Кентрит (Ботан) в своём произведении «Анабасис Кира» (Ἀνάβασις), или «Отступлении десяти тысяч», § 151.
В древности служил северной границей области Кордуэна / Гордиена.
Река Ботан берёт начало в горах Кочкыран на юге провинции Ван. Далее она течёт на запад через горы Хаккяри, пересекает границу провинции Сиирт и к югу от города Сиирт поворачивает к югу и у деревни Чаттепе (Тилькёй, Çattepe) впадает в реку Тигр.